# Western New York Flash
El Western New York Flash fue un club de fútbol femenino estadounidense con sede en Rochester, en el estado de Nueva York. Fue fundado en 2008 y en 2016 desapareció debido al traslado del equipo a Cary, jugaba en la National Women's Soccer League, máxima categoría de los Estados Unidos. Jugaba como local en el Estadio Rochester Rhinos Stadium, con una capacidad de 13.768 espectadores.

## Historia
El club, que al principio se llamaba Buffalo Flash, comenzó en 2008 en la W-League, y en 2011 pasó a la Women's Professional Soccer, predecesor de la National Women's Soccer League. Ganó la liga en 2011.
En 2013 se creó la National Women's Soccer League y el equipo en la primera temporada quedó subcampeón por detrás del Portland Thorns, en 2016 ganó el título de liga tras quedar cuarto en la fase regular.
Tras conseguir el título el club fue trasladado a Cary convirtiéndose en el North Carolina Courage.

## Temporadas
| Liga                           | Temporada | Posición | Eliminatorias | Posisión    |
| ------------------------------ | --------- | -------- | ------------- | ----------- |
| W-League (Conferencia central) | 2009      | 2º       | SI            | Semifinales |
| W-League (Conferencia central) | 2010      | 1º       | SI            | Campeón     |
| Women's Professional Soccer    | 2011      | 1º       | SI            | Campeón     |
| National Women's Soccer League | 2013      | 1º       | SI            | Subcampeón  |
| National Women's Soccer League | 2014      | 7º       | NO            | -           |
| National Women's Soccer League | 2015      | 7º       | NO            | -           |
| National Women's Soccer League | 2016      | 4º       | SI            | Campeón     |

## Jugadoras

### Jugadoras destacadas
| - Abby Wambach - Alex Morgan - Carli Lloyd - Lynn Williams - Sydney Leroux - Samantha Kerr - Marta | - Candace Chapman - Christine Sinclair - Adriana Martín - Sonia Bermúdez - Vicky Losada - Lianne Sanderson - Caroline Seger |

## Palmarés
| Competición nacional            | Títulos | Subcampeonatos |
| ------------------------------- | ------- | -------------- |
| Women's Professional Soccer (1) | 2011    |                |
| National Women's Soccer League  | 2016    | 2013           |